# Teodor Regedziński
Teodor Regedziński (ur. 28 kwietnia 1894 w Łodzi, zm. 2 sierpnia 1954 w Łodzi) – polski szachista, medalista olimpijski.
Był synem kowala z Aleksandrowa Łódzkiego. Studiował prawo w Łodzi oraz pracował w łódzkiej Kasie Chorych.

## Kariera szachowa
Był jednym z najsilniejszych szachistów Łódzkiego Towarzystwa Zwolenników Gry Szachowej. Uczestniczył we wszystkich czterech przedwojennych finałach mistrzostw Polski, najlepszy wynik osiągając w 1927 roku w Łodzi (IV miejsce, za Akibą Rubinsteinem, Ksawerym Tartakowerem i Kazimierzem Makarczykiem).
Reprezentował Polskę w turniejach drużynowych, m.in.czterokrotnie na olimpiadach szachowych (w latach 1928, 1933, 1937, 1939), trzykrotnie zdobywając medale: srebrny (1939) i dwa brązowe (1928, 1937). Należał również do drużyny, która w 1936 roku zajęła drugie miejsce na nieoficjalnej olimpiadzie szachowej w Berlinie.
W czasie II wojny światowej, jako jedyny reprezentant Polski po olimpiadzie w Buenos Aires w 1939 roku powrócił do okupowanego kraju, gdzie został wpisany na volkslistę i przyjął nazwisko Reger. Brał udział w turniejach organizowanych w III Rzeszy, m.in. mistrzostwach Niemiec (Bad Oeynhausen, 1940) oraz Generalnego Gubernatorstwa (Kraków–Warszawa, 1941). Za odmowę trenowania niemieckich szachistów został wysłany na front wschodni, gdzie służył w niemieckich formacjach wojskowych jako tłumacz. Po zakończeniu wojny odbył karę czterech lat w obozie pracy. W kolejnych latach sporadycznie występował w turniejach, m.in. w 1952 roku zajął V miejsce w finale mistrzostw Polski, rozegranym w Katowicach.
Według retrospektywnego systemu Chessmetrics, najwyżej sklasyfikowany był w sierpniu 1937 r., zajmował wówczas 64. miejsce na świecie.